# Егинсу (Жетысуская область)
Егинсу (каз. Егінсу) — село в Аксуском районе Жетысуской области Казахстана. Административный центр Егинсуского сельского округа. Код КАТО — 193237100.

## Население
В 1999 году население села составляло 700 человек (352 мужчины и 348 женщин). По данным переписи 2009 года, в селе проживало 579 человек (304 мужчины и 275 женщин).